# Sur le rythme
Pour plus de détails, voir Fiche technique et Distribution.
Sur le rythme est un film québécois de Charles-Olivier Michaud, sorti en salle le 10 août 2011.

## Synopsis
Sur le rythme est une comédie romantique qui se déroule dans le monde de la danse. Delphine Lamarre (Mylène St-Sauveur) a 20 ans et elle doit choisir entre ses études en médecine imposées par ses parents, ou réaliser son rêve, faire carrière dans la danse. Déchirée par ce choix, elle fait la rencontre de Marc Painchaud (Nicolas Archambault), un excellent danseur, qui la conforte dans son dilemme. 

## Fiche technique
- Titre original : Sur le rythme
- Réalisation : Charles-Olivier Michaud
- Scénario : Caroline Héroux
- Musique : Mario Sévigny
- Direction artistique : Amanda Ottaviano
- Costumes : Lyse Bédard
- Maquillage : Marlène Rouleau
- Coiffure : Anne-Marie Lanza
- Photographie : Jean-François Lord
- Son : Bobby O'Malley, Robert Labrosse, Claude Rivest
- Montage : Éric Genois
- Chorégraphie : Nicolas Archambault, Wynn Holmes
- Production : Caroline Héroux et Christian Larouche
- Société de production : Christal Films Productions
- Sociétés de distribution : Les Films Christal, Les Films Séville
- Budget : 1,9 million de dollars[1]
- Pays d'origine :  Canada
- Langue originale : français
- Format : couleur (Technicolor) — format d'image : 2,35:1
- Genre : comédie romantique
- Durée : 92 minutes
- Dates de sortie :
  - Canada : 8 août 2011 (première au Théâtre Maisonneuve de la Place des Arts de Montréal)[2]
  - Canada : 10 août 2011 (sortie en salle au Québec)
  - Canada : 21 septembre 2011 (Festival international du film Cinéfest Sudbury (en))
  - Canada : novembre 2011 (DVD et Blu-ray)
- Classification :
  - Québec : Visa général

## Distribution
- Mylène St-Sauveur : Delphine Lamarre
- Nicolas Archambault :  Marc Painchaud
- France Castel : Dorothée « Mamie » Lamarre, grand-mère de Delphine
- Marina Orsini : Marie Lamarre, mère de Delphine
- Paul Doucet : Denis Lamarre, père de Delphine
- Alexia Gourd : Julianne Latulipe
- Lina Roessler : Sarah Greene
- Davy Boisvert : Spike
- Trevor Hayes : Billy Hollinger
- Julien Hurteau : Félix
- Camille Vanasse : Johanne
- Géraldine Charbonneau : Sophie Painchaud, mère de Marc

## Autour du film
- La plupart des danseurs sont des amis de Nicolas Archambault[3].
- Le film a requis soixante danseurs du Québec, de Vancouver, de Calgary et de Toronto[3].
- Les chorégraphies sont signées par Nicolas Archambault et sa conjointe Wynn Holmes[3].